# Streptococcus thermophilus
Streptococcus thermophilus è una specie di batterio Gram-positivo anaerobio aerotollerante. Risulta citocromo-, ossidoenzimasi- e catalasi-negativo, che non genera spore e privo di motilità. Questo batterio omofermentativo, è inoltre classificato come un batterio lattico (LAB).
Streptococcus thermophilus è un microrganismo termofilo la cui temperatura ottimale di crescita è compresa fra i 37 e i 42 °C, e cresce male a temperature basse, 18-20 °C. È termotollerante in quanto può resistere a trattamenti di termizzazione e di pastorizzazione a 62 °C per 20-30 minuti. Il suo diametro è di 300 nanometri.
Si può trovare nel latte e in molte colture naturali per la produzione di formaggi come asiago, provolone, emmenthal, groviera, montasio, mozzarella, ed è, insieme al Lactobacillus bulgaricus, uno dei due batteri usati nella produzione di yogurt secondo prescrizione di legge.
Può sopravvivere ai succhi gastrici a meno che l'acidità non sia eccessiva (pH < 3), ed in tal modo può entrare a pieno titolo nella flora probiotica intestinale

## Protocooperazione tra Lactobacillus delbrueckii subsp. bulgaricus e Streptococcus thermophilus nello yogurt
Durante il processivo fermentativo che dal latte porta allo yogurt, si osserva una protocooperazione fra gli starter microbici presenti. Il risultato più significativo di questa protocooperazione è una maggiore densità cellulare dei due microrganismi coinvolti. Si osserva, dunque, una maggiore crescita cellulare dei microrganismi quando essi sono entrambi presenti nel prodotto.
Questa maggiore efficienza dei due starter (quando essi sono entrambi presenti nel prodotto) è dovuta al metabolismo complementare presente fra Lactobacillus delbrueckii subsp. bulgaricus e Streptococcus thermophilus. Si nota, infatti, la produzione di acido formico da parte di Streptococcus thermophilus, il quale sarà necessario a Lactobacillus bulgaricus per lo sviluppo. A sua volta, bulgaricus produrrà piccoli peptidi e aminoacidi necessari alla crescita di Streptococcus thermophilus.